# 5ª División Acorazada (Siria)
La 5.ª División Acorazada (en árabe: الفرقة الخامسة (ميكا)‎) fue una división del Ejército Árabe Sirio.

## Historia del combate

### Septiembre negro en Jordania
La Quinta División, en ese momento una formación de infantería, invadió Jordania durante los eventos del Septiembre Negro en Jordania de 1970. Fue reforzado con dos brigadas blindadas. Después de una defensa ineficaz por parte de la 40.ª Brigada Blindada jordana, superada en número, el ataque de la 5.ª División fue repelido con grandes pérdidas el 22 de septiembre de 1970 principalmente gracias a los esfuerzos de la Real Fuerza Aérea de Jordania.

### Guerra de Yom Kipur
La 5.ª División también vio acción en los Altos del Golán durante la guerra de Yom Kipur, y se desplegó junto con las divisiones 1, 3, 7 y 9. La Quinta División, bajo el mando de Brig. Gen. Ali Aslan, era responsable del frente sur y este de Rafid, y al norte del valle de Yarmouk.  Aunque designada como división de infantería, en realidad era una división mecanizada. La Quinta División fue la única división desplegada que tenía su dotación completa de vehículos blindados y mecanizados, con unos 10.000 hombres, 200 tanques, 72 piezas de artillería e igual número de armas antiaéreas.

### Guerra civil siria
Antes de 2011, la división parece haber sido parte del 1.º Cuerpo (Siria). Al comentar sobre los eventos durante el asedio de Daraa de abril-mayo de 2011, Henry Boyd del IISS señaló que "... la 5.a División Blindada con base local se complementó con una brigada de la 4.a División Blindada bajo el mando del hermano de Bashar, Maher al- Assad".
Izra es la base de la 12.ª Brigada Blindada de la 5.ª División y el 175.º Regimiento de Artillería. Se ha informado que la 12.ª Brigada Blindada participó en el Asedio de la Base Aérea de Menagh, cerca de la frontera turca.
El 9 de noviembre de 2014, durante la Primera Batalla de Al-Shaykh Maskin, los rebeldes capturaron las colinas norte y sur de al-Hesh, el campo de entrenamiento del ejército, la base del batallón de al-Rahba, la base del batallón "al-Konkors", la base médica, la base del batallón de tanques de al-Hejajia y puesto de control de Hawi alrededor de la ciudad de Nawa. Más tarde ese mismo día, los rebeldes tomaron el control de toda la ciudad después de que el Ejército se retirara hacia la base del cuartel general de la Brigada 112 (ubicada entre las dos ciudades), así como a Shaykh Maskin. El cuartel general de la Brigada 112 fue finalmente capturado por los rebeldes. Tanto los grupos rebeldes locales como el Frente al-Nusra se atribuyeron el mérito del avance de la oposición. La televisión estatal siria "SANA" dijo que las tropas se estaban "reorganizando y reorganizando en el área de Nawa ... para prepararse para los próximos combates". Al final del día, el Ejército avanzó dentro de Shaykh Maskin.
Al 10 de noviembre, según una fuente militar, el Ejército todavía estaba presente en los Distritos Sur y Este de Shaykh Maskin y, según se informa, despejó las dos áreas sitiadas que rodean la base 82 y la Brigada 112. Al día siguiente, los rebeldes avanzaron en Shaykh Maskin y tomaron el control de nuevas posiciones y finalmente capturaron el vecindario oriental el 12 de noviembre.
El área fue finalmente retomada por el ejército sirio durante la Batalla de Al-Shaykh Maskin en 2016.